# Acyrthosiphon echinospartii
Acyrthosiphon echinospartii är en insektsart. Acyrthosiphon echinospartii ingår i släktet Acyrthosiphon och familjen långrörsbladlöss. Inga underarter finns listade i Catalogue of Life.